# 2023年冬季世界大學運動會中華台北代表團
2023年冬季世界大學運動會中華台北代表團是中華民國（台灣）以“中華台北”名義，參與在美國普莱西德湖村舉行的2023年冬季世界大學運動會。共派出6位運動員參與2個項目。

## 运动员統計
| 项目         | 男子 | 女子 | 总计 |
| ------------ | ---- | ---- | ---- |
| 高山滑雪     | 1    | 1    | 2    |
| 短道競速滑冰 | 4    | 0    | 4    |
| 总计         | 5    | 1    | 6    |

## 高山滑雪
選手：何秉睿、李玟儀

## 短道競速滑冰
選手：蘇駿朋、林峻頡、蔡嘉瑋、張攸銓